# Scream Bloody Gore
Scream Bloody Gore é o primeiro álbum de estúdio da banda Death, lançado em 1987. Teve produção de Randy Burns, e foi gravado no The Music Grinder, em Los Angeles. A arte da capa ficou por conta de Edward J. Repka. É considerado um dos primeiros álbuns de Death Metal da história, sendo um pioneiro do gênero.

## Recepção
| Críticas profissionais | Críticas profissionais |
| Avaliações da crítica  | Avaliações da crítica  |
| Fonte                  | Avaliação              |
| ---------------------- | ---------------------- |
| Allmusic               | [ 2 ]                  |
| Sputnikmusic           | 4.5/5                  |

Scream Bloody Gore é usualmente considerado o primeiro álbum de death metal. Embora alguns críticos considerem Seven Churches como a primeira gravação de death metal, Eduardo Rivadavia  do Allmusic sugere que Seven Churches representou uma transição entre o thrash e  death metal,   enquanto Scream Bloody Gore definiu os elementos principais do gênero. De acordo com o jornalista Joel McIver, o álbum de estreia do Death foi um "momento decisivo no metal extremo", e classifica-o como "o verdadeiro primeiro disco de death metal". O escritor Ian Christe afirma no Sound of the Beast: The Complete Headbanging History of Heavy Metal que “Scream Bloody Gore emulou o hardcore punk. Também invocou o humor negro de trilhas sonoras de filmes de terror de zumbis e canibais  de George Romero”. O Metal Forces descreveu-o como "death metal em seu estado mais extremo, brutal, cru e ofensivo - aquele que separa os verdadeiros death metallers dos incontáveis modistas mundo afora".

## Faixas
Todas as músicas escritas por Chuck Schuldiner.
| N.º | Título               | Duração |  |
| 1.  | "Infernal Death"     | 02:54   |  |
| 2.  | "Zombie Ritual"      | 04:35   |  |
| 3.  | "Denial Of Life"     | 03:38   |  |
| 4.  | "Sacrificial"        | 03:43   |  |
| 5.  | "Mutilation"         | 03:30   |  |
| 6.  | "Regurgitated Guts"  | 03:47   |  |
| 7.  | "Baptized In Blood"  | 04:32   |  |
| 8.  | "Torn To Pieces"     | 03:38   |  |
| 9.  | "Evil Dead"          | 03:02   |  |
| 10. | "Scream Bloody Gore" | 04:35   |  |

| Faixas bônus do CD |                           |         |  |
| N.º                | Título                    | Duração |  |
| 11.                | "Beyond the Unholy Grave" | 3:08    |  |
| 12.                | "Land of No Return"       | 3:00    |  |

| Faixas bônus do relançamento em 1999 |                      |         |  |
| N.º                                  | Título               | Duração |  |
| 13.                                  | "Open Casket (live)" | 05:02   |  |
| 14.                                  | "Choke On It (live)" | 07:16   |  |

| 2008 remastered digipack version |                         |         |  |
| N.º                              | Título                  | Duração |  |
| 13.                              | "Denial of Life" (Live) | 3:47    |  |

## Integrantes
- Chuck Schuldiner - Guitarra, Vocal e Baixo
- Chris Reifert - Bateria
- John Hand - Guitarra (Foi creditado mas não tocou guitarra no álbum nem em performances ao vivo)